# Houlihan Lokey

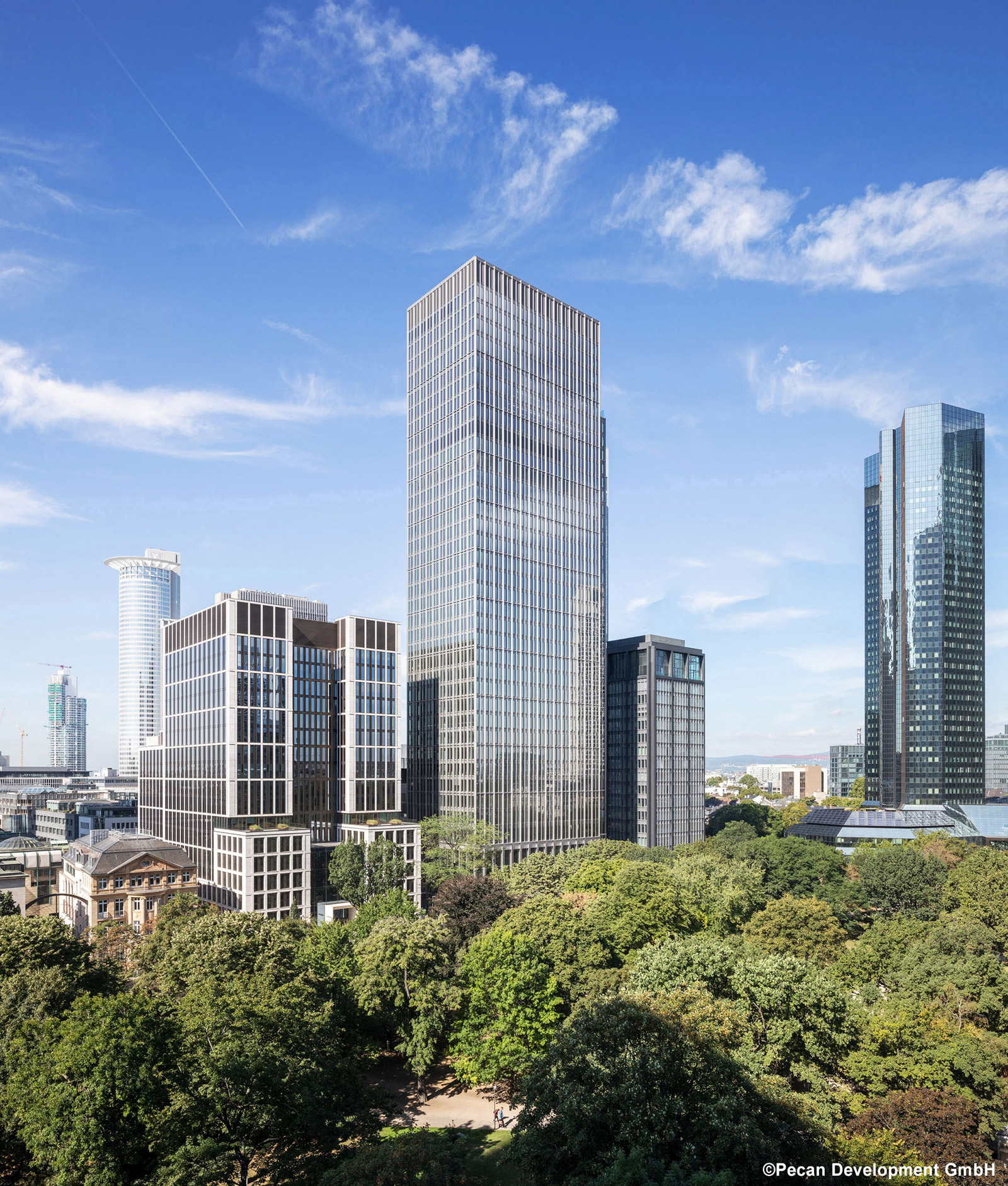
Deutscher Unternehmenssitz im Marienturm-Wolkenkratzer im Frankfurter Bankenviertel

Houlihan Lokey, Inc. ist eine weltweit tätige Investmentbank mit Hauptsitz in Los Angeles (USA) und 20 weiteren Niederlassungen in Europa, den USA, Asien und Australien. Schwerpunkt ist die Beratung öffentlicher Unternehmen, Privatunternehmen, Institutionen und Regierungen. Das 1972 gegründete Unternehmen beschäftigt rund 1.300 Mitarbeiter. Die Deutschlandzentrale befindet sich in Frankfurt am Main.
Houlihan Lokey ist beispielsweise für ihre Beratung in Insolvenzfällen bekannt und arbeitet auch als Restrukturierungsberater. Houlihan Lokey ist in diesem Feld weltweit führend. Etwa hat sie Ausschüsse der Gläubiger in drei der größten US-Bankrottfälle – Enron, General Motors und Lehman Brothers – beraten. In Deutschland hat Houlihan Lokey Gläubiger bei der Restrukturierung von Jack Wolfskin, Steinhoff und der Reederei Rickmers, sowie Wirecard beraten.
In einem Ranking der Webseite Vault.com, das die Arbeitsbedingungen verschiedener Banken miteinander verglich, belegte Houlihan Lokey 2012 und 2013 jeweils den vierten Platz.

## Belege
1. ↑  HL Investor Presentation (Seite nicht mehr abrufbar, festgestellt im Juni 2025. Suche in Webarchiven)  Info: Der Link wurde automatisch als defekt markiert. Bitte prüfe den Link gemäß Anleitung und entferne dann diesen Hinweis., abgerufen am 31. Oktober 2018
2. ↑  HL.com:  (englisch, abgerufen am 26. Mai 2015)
3. ↑  Reuters:  (englisch, abgerufen am 22. Juni 2016)
4. ↑  Steinhoff Begins Creditor Talks on Restructuring Ailing Retailer. Abgerufen am 18. März 2019 (englisch).
5. ↑  Finance Magazin:  (deutsch, abgerufen am 22. Juni 2016)
6. ↑  Handelsblatt: Moody's stuft Wirecard-Rating auf Ramschniveau herab, abgerufen am 20. Juni 2020
7. ↑  vault.com: Banken-Ranking (Memento des Originals vom 8. September 2013 im Internet Archive)  Info: Der Archivlink wurde automatisch eingesetzt und noch nicht geprüft. Bitte prüfe Original- und Archivlink gemäß Anleitung und entferne dann diesen Hinweis. (englisch, abgerufen am 10. September 2013)